# چیس الیسون
چیس الیسون (به انگلیسی: chase ellison) (زاده ۲۲ سپتامبر ۱۹۹۳ رینو، نوادا) بازیگر نوجوان آمریکایی است.
وی فعالیت خود را از سال ۲۰۰۰ میلادی آغاز کرده است . وی بخاطر بازی در فیلم پوست مرموز، سال آشنایی با ما و پری دندان شهرت دارد.او در سال ۲۰۱۱ دبیرستان را تمام کرد و قصد دارد در پائیز ۲۰۱۱ با شرکت در دانشگاه فعالیت‌های بازیگری خود را آن‌جا دنبال کند.